# Kallebergsgraben
Der Kallebergsgraben ist ein knapp drei Kilometer langer rechter und nördlicher Zufluss des Mains im unterfränkischen Landkreis Haßberge.

## Geographie

### Verlauf
Der Kallebergsgraben entspringt im Südlichen Hesselbacher Waldland auf einer Höhe von etwa 311 m ü. NN einem winzigen Teich an Südrand eines Laubwaldes knapp einen Kilometer östlich des zur Gemeinde Gädheim gehörenden Ortsteiles Greßhausen und westlich des Weichselberges
Er fließt zunächst stark begradigt etwa einen halben Kilometer entlang der Gemeindegrenze von Gädheim und Theres südsüdwestwärts durch eine landwirtschaftlich geprägte Zone und wird dann in der Flur Im Oehlsgraben auf seiner rechten Seite von einem kleinen Feldgraben gespeist. Der Kallebergsgraben bewegt sich nun südwärts knapp einen Kilometer entlang der Grenze in leichten Bögen weiterhin durch Ackerland und erreicht dann einen kleinen Mischwald. Er läuft nun in südwestlicher Richtung durch die Waldflur Hohenroth östlich am Kirchelberg entlang, kreuzt dann die HAS 2 und nimmt gleich darauf wiederum auf seiner rechten Seite den von Greßhausen aus dem Nordwesten heranziehenden Lausgraben auf.
Der Kallebergsgraben fließt danach in südlicher Richtung, unterquert noch die B 26 und die Gleisanlagen der Bahnstrecke Bamberg–Rottendorf und mündet schließlich zwischen Untertheres und Ottendorf bei ungefähr Mainkilometer 346,4 auf einer Höhe von 216 m ü. NN von rechts und Norden in den Main.

### Zuflüsse
- Lausgraben (rechts), 3,7 km